# I killers della luna di miele
I killers della luna di miele (The Honeymoon Killers) è un film thriller statunitense del 1970, diretto dal musicista Leonard Kastle.
Il film ha come protagonisti due personaggi realmente esistiti, Raymond Fernandez e Martha Beck, coniugi americani tristemente noti per i molti omicidi dei "cuori solitari" negli anni quaranta. La stessa vicenda sarà ripresa da Arturo Ripstein nel 1996 con Profundo carmesí, da Todd Robinson nel 2007 con Lonely Hearts ed in forma romanzata ed aggiornata al Belgio dei nostri giorni anche da Fabrice Du Welz con The Lonely Hearts Killers nel 2014.

## Trama
Martha Beck è un'infermiera nubile e desiderosa di affetto. Attraverso una rubrica per cuori solitari conosce Ray Fernandez, uno stagionato playboy che vive truffando anziane signore sole. Pur di rimanere accanto a lui, Martha accetta di fare da complice al suo uomo, presentandosi alle vittime come sua sorella, ad un patto: lui non dovrà avere alcun rapporto intimo con le donne. Quando l'incontro tra Ray e una di queste signore rischia di infrangere il patto tra i due complici, Martha la uccide.
La coppia prosegue la ricerca di donne sole da derubare: è il turno di Delphine, madre di una bambina. Ma Ray tradisce Martha; l'infermiera costringe l'uomo a uccidere Delphine, mentre lei stessa sopprime la figlia. Poi Martha chiama la polizia.

## Produzione
Il produttore Warren Steibel assoldò il giovane regista Martin Scorsese per dirigere il film, ma in seguito lo licenziò per questioni contrattuali. Furono chiamati a sostituirlo il documentarista Donald Volkman e infine il musicista Leonard Kastle, nella sua unica prova da regista. Alcune scene dirette da Scorsese rimasero nel montaggio finale dell'opera.